# Combinata nordica ai IV Giochi olimpici giovanili invernali
Le gare di combinata nordica dei IV Giochi olimpici giovanili invernali si sono svolte al centro di sci di fondo di Alpensia e allo stadio del salto di Alpensia, in Corea del Sud dal 29 al 31 gennaio 2024.

## Podi
| Evento                | Oro                                                                   | Tempo   | Argento                                                           | Tempo   | Bronzo                                                           | Tempo   |
| Individuale maschile  | Andreas Gfrerer                                                       | 13'23"1 | Manuel Senoner                                                    | 13'47"4 | Jonathan Graebert                                                | 14'08"2 |
| Individuale femminile | Minja Korhonen                                                        | 10'02"7 | Teja Pavec                                                        | 10'49"9 | Tia Malovrh                                                      | 11'14"0 |
| Gara a squadre miste  | Finlandia Eemeli Kurttila Heta Hirvonen Minja Korhonen Peter Raisanen | 34'09"2 | Slovenia Aljaz Janhar Tia Malovrh Teja Pavec Lovro Percl Serucnik | 34'23"6 | Italia Bryan Venturini Giada Delugan Anna Senoner Manuel Senoner | 34'32"4 |